# Ga Maegyo
Ga Maegyo (Tiếng Hàn: 매교역, Hanja: 梅橋驛) là ga tàu điện ngầm trên Tuyến Suin–Bundang ở Maegyo-dong, Paldal-gu, Suwon-si, Gyeonggi-do.

## Lịch sử
- 7 tháng 10 năm 2013: Thông báo bảng cự ly đường sắt[1]
- 30 tháng 11 năm 2013: Bắt đầu hoạt động

## Bố trí ga
| ↑ Tòa thị chính Suwon |
| \| １                 |
| Suwon ↓               |

| １ | ●Tuyến Suin–Bundang | → Hướng đi Gosaek · Đại học Hanyang tại Ansan · Oido · Incheon → |
| ２ | ●Tuyến Suin–Bundang | ← Hướng đi Giheung · Jukjeon · Yatap · Cheongnyangni             |

## Xung quanh nhà ga
| Lối ra \| 나가는 곳 \| Exit \| 出口 | Lối ra \| 나가는 곳 \| Exit \| 出口                     | Ghi chú       |
| ----------------------------------- | ------------------------------------------------------- | ------------- |
| 1                                   | Trường tiểu học Gwonseon hướng Tòa thị chính Suwon      | Có thang cuốn |
| 2                                   | Hướng tới ngã tư Jeongjo                                |               |
| 3                                   | Hướng tới Trung tâm cộng đồng Seryu 3-dong              |               |
| 4                                   | Trường tiểu học Seryu Trung tâm cộng đồng Seryu 1-dong  | Có thang cuốn |
| 5                                   | Ngã tư Segok Hướng Suwoncheon                           | Có thang cuốn |
| 6                                   | Trung tâm cộng đồng Maegyo-dong Bệnh viện Lee Chun-taek |               |
| 7                                   | Hướng tới trường cấp 3 Suwon và trường cấp 2 Suwon      | Có thang cuốn |
| 8                                   | Giao lộ Solbat Hướng Taejangmyeongogae                  |               |

## Hình ảnh

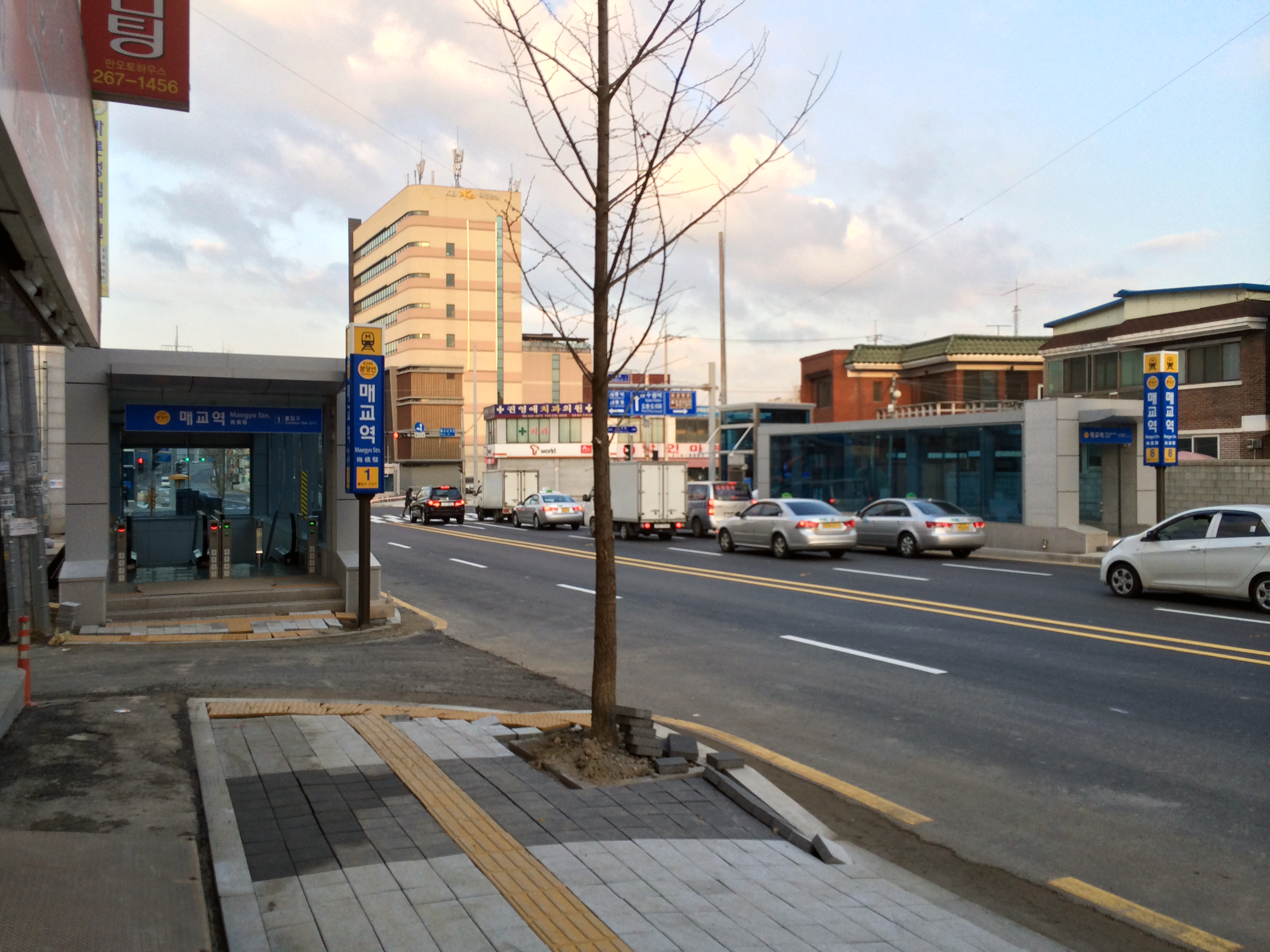
Lối ra 1
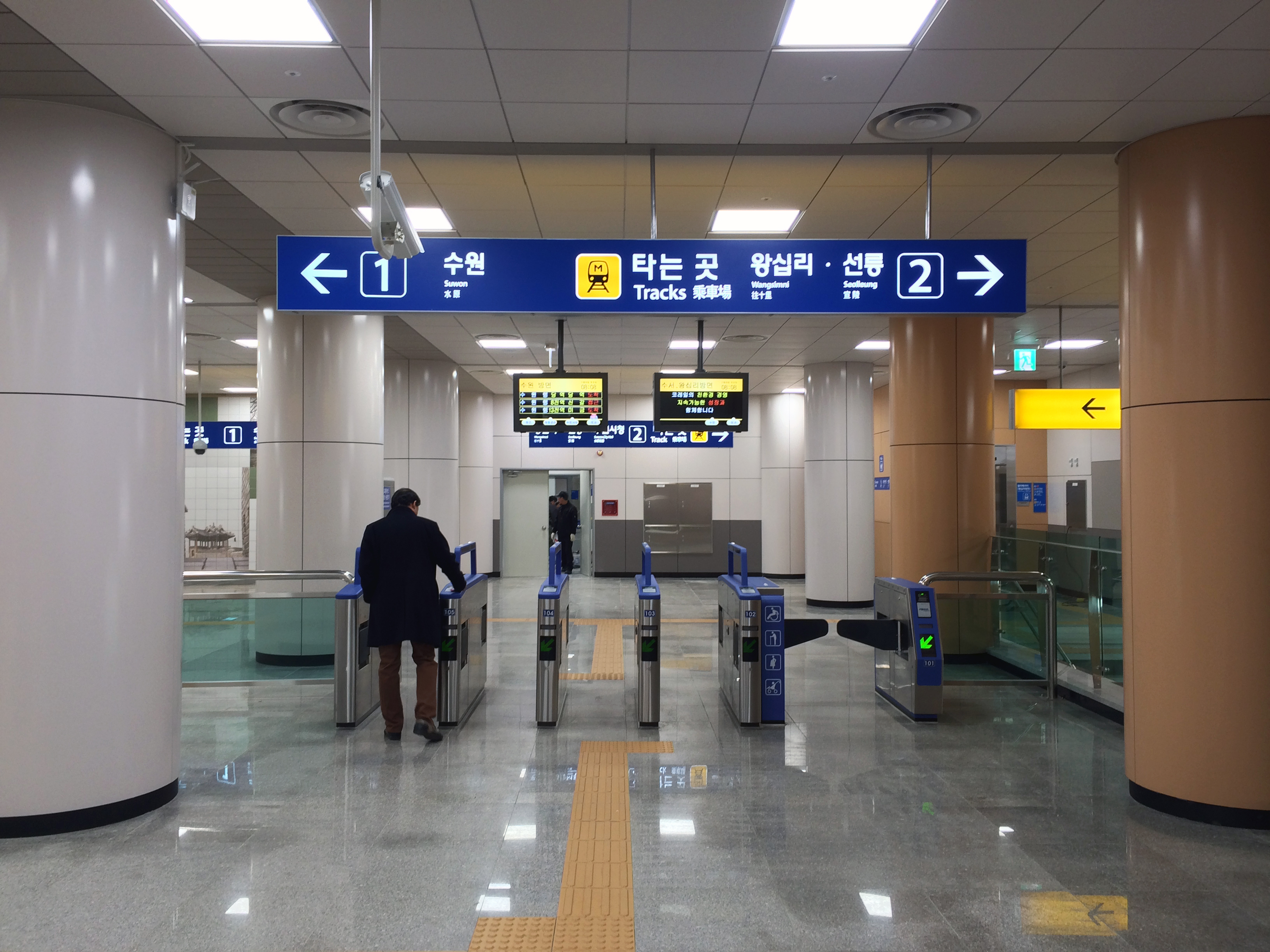
Cửa soát vé